# Реал Овиедо
„Реал Овиедо“ е испански футболен клуб със седалище в Овиедо, Астурия. Основан на 26 март 1926 г. в резултат на сливането на два клуба, които са поддържали голямо спортно съперничество в продължение на години в града: „Реал стадион Клуб Оветенсе“ и „Реал Клуб Депортиво Овиедо“. Клубът играе в Сегунда дивисион, второто ниво на системата на испанската футболна лига. Клубът играе със сини фланелки и бели гащета на Стадион „Карлос Тертиере“, който побира 30 500 зрители, открит на 30 септември 2000 г., и е най-големият спортен стадион в Астурия. Във вечната класация на испанската първа дивизия „Овиедо“ се нарежда на 18-о място.
Неговите местни съперници са „Спортинг Хихон“ на морския бряг на север, с когото клубът играе в дербито на Астурия.

## Български футболисти
- Георги Йорданов: 1994/95

## Европейска история
| сезон   | турнир      | кръг | клуб     | домакин | гост  | общо  |
| ------- | ----------- | ---- | -------- | ------- | ----- | ----- |
| 1991/92 | Лига Европа | 64   | „Дженоа“ | 1 – 0   | 1 – 3 | 2 – 3 |